# Zasław TSS
Zasław TSS sp. z o.o. sp.k. – polski producent przyczep, naczep oraz zabudów samochodów dostawczych i ciężarowych z siedzibą w Andrychowie, produkujący głównie na rynek wewnętrzny, ale też na eksport do kilkunastu krajów Europy.
W 1952 roku Przedsiębiorstwo Państwowe Sanocka Fabryka Wagonów w Sanoku (późniejszy Autosan) przejęło zabudowania w Zasławiu po byłej Fabryce Celulozy, a następnie uruchomiło w 1953 roku zakład produkujący przyczepy rolnicze. W 1966 roku rozpoczęto produkcję przyczepy wywrotki Autosan D-45. W 1972 roku rozpoczęto produkcję przyczepy wywrotki Autosan D-47 o ładowności 4,5 t oraz przyczepę D-83 o ładowności 10 t. W 1984 roku rozpoczęto produkcję przyczepy wywrotki Autosan D-732 o ładowności 4,5 t.
W 1991 roku Zakład Budowy Przyczep i Naczep w Zasławiu został usamodzielniony. W 1993 roku spółkę Zasław przejął BDK Lublin.
W 1996 roku, w wyniku restrukturyzacji, wydział mechaniczny i produkcji osi Fabryki Przyczep i Naczep Zasław został zakupiony przez włoską Grupę ADR i stał się spółką ATW SA. Spółka oferuje swoim klientom różnego typu przyczepy i naczepy o dopuszczalnej masie całkowitej od 6 do 35 ton, które sprzedawane są w kilkunastu państwach europejskich.
W 2007 roku Zasław stał się nowym właścicielem hal, biurowca i magazynów części Wytwórni Silników Wysokoprężnych Andoria.